# 白井貫
白井 貫（しらい かん、1929年〈昭和4年〉12月1日 - 2009年〈平成21年〉11月14日）は、日本の政治家、千葉県富津市長（2期）。歯科医師。

## 来歴
千葉県出身。日本歯科大学卒。歯科医院を開業する。1991年の富津市長選挙に立候補し、落選。1996年、富津市長野口岡治の死去による市長選挙に立候補し、初当選する。2000年に再選。2004年の市長選挙で三選を目指したが、元千葉県議会議員の佐久間清治に敗れて落選した。